# Edmonton–Mill Woods
Circonscription électorale provinciale du Canada
Edmonton-Mill Woods est une circonscription électorale provinciale de l'Alberta (Canada), située dans le sud-ouest d'Edmonton. Son député actuel est la ministre actuel de travail et de la renouvellement démocratique Christina Gray.

## Liste des députés
| Années | Années          | Député         | Parti politique           |
| ------ | --------------- | -------------- | ------------------------- |
|        | 1979 - 1982     | Mitt Pahl      | Progressiste-conservateur |
|        | 1982 - 1986     | Mitt Pahl      | Progressiste-conservateur |
|        | 1986 - 1989     | Gerry Gibeault | Néo-démocrate             |
|        | 1989 - 1993     | Gerry Gibeault | Néo-démocrate             |
|        | 1993 - 1997     | Don Massey     | Libéral                   |
|        | 1997 - 2001     | Don Massey     | Libéral                   |
|        | 2001 - 2004     | Don Massey     | Libéral                   |
|        | 2004 - 2008     | Weslyn Mather  | Libéral                   |
|        | 2008 - 2012     | Carl Benito    | Progressiste-conservateur |
|        | 2012 - 2015     | Sohail Quadri  | Progressiste-conservateur |
|        | 2015 - 2019     | Christina Gray | Néo-démocrate             |
|        | 2019 - 2023     | Christina Gray | Néo-démocrate             |
|        | 2023 - en cours | Christina Gray | Néo-démocrate             |